# Chuckie Akenz
Chuckie Akenz, pseudonimo di Chuckie A. Nguyen (Toronto, 21 gennaio 1986), è un rapper canadese di origini vietnamite.

## Biografia
Nato in Vietnam, è cresciuto a Jane and Finch, un sobborgo della città canadese di Toronto. Dopo aver realizzato due dischi solisti nel 2002 e 2003, ha partecipato al gruppo hip hop 21 Clipz e al disco In the Guns we Trust. Ha raggiunto la notorietà al grande pubblico quando il regista Paul Nguyen ha realizzato il  videoclip del suo singolo You Got Beef?
Nell'ottobre del 2006, Chuckie ha partecipato alle riprese di un episodio della serie Fifth Estate chiamato Lost in the Struggle . Le sue partecipazioni televisive comprendono anche la rotazione su MuchMusic dei video Music Is My Life e Uptown, e un episodio di Music Is My Life, dove il rapper racconta della propria vita. Il suo terzo album solista From The Beginning è previsto per l'inverno 2007–2008.

## Discografia
- 2001: 2TRIPLE9 Presents: Street Spitters
- 2002: The Return To Fame
- 2003: Twenty One Clipz
- 2004: 21 Clipz – In the Guns we Trust

## Videoclip
- 2002: Don't Worry
- 2004: You Got Beef?
- 2004: Soldier
- 2005: I'm Sorry
- 2005: Love Hurts
- 2005: My Heart
- 2005: Real Homiez
- 2005: Toy Soldiers Remix
- 2005: Those Days
- 2005: Just a Dream
- 2005: When I'm Gone
- 2005: This is My Life
- 2005: That's the Way it Goes
- 2006: Going Away
- 2007: Music is my Life
- 2007: Uptown/We Cry
- 2007: Angels/From The Begining